# Mateus de Oliveira Silva
Mateus de Oliveira Silva (sinh 27 tháng 9 năm 1994), hay còn gọi Mateus, là một tiền vệ bóng đá Brasil hiện tại thi đấu cho câu lạc bộ Fortuna Liga FC ViOn Zlaté Moravce - Vráble.

## Sự nghiệp câu lạc bộ

### FC ViOn Zlaté Moravce - Vráble
Mateus de Oliveira Silva ra mắt tại Fortuna Liga cho FC ViOn Zlaté Moravce - Vráble trước FK Senica ngày 19 tháng 11 năm 2016. Anh cũng ghi bàn thắng đầu tiên cho Zlaté Moravce trong trận đấu với FK Senica.